# Paula Amidani
Paula Amidani (Brasília, 1982) é uma atleta de wushu e professora na área de academia brasileira. Iniciou os treinos da modalidade aos dez anos de idade, mesmo sem a existência de uma seleção oficial no Brasil. Em 2000, foi eleita a melhor atleta internacional de seu esporte, mas seu reconhecimento no país só viria no ano seguinte, ao desfilar na escola de samba da Águia de Ouro, além de participações em programas de televisão como Hebe e Programa do Jô.
Atleta da seleção brasileira desde 1996 e bronze no Campeonato Mundial de Wushu em 2001; três anos mais tarde sofreria uma lesão, deixando-a na Unidade de Terapia Intensiva (UTI) por quinze dias. Entre 2006 a 2007, se ausentou da modalidade devido a gravidez e problemas pessoais.

## Biografia
Nascida em Brasília, Paula já treinava wushu desde 1992, quando tinha dez anos de idade, mesmo superando as dificuldades da modalidade na época, uma vez que uma seleção no Brasil só foi criada em 2001. Apesar de ter sido eleita a melhor atleta internacional em 2000 em sua área, foi no primeiro ano do Século XXI que ficou conhecida no Brasil, ou seja, durante o desfile das escolas de samba de São Paulo, representando a Águia de Ouro. Popularizou o wushu, modalidade da atleta, fazendo participação em programas de televisão como Hebe e Programa do Jô.
Em 2001, foi bronze no Campeonato Mundial de Wushu, sua melhor colocação como atleta. Três anos depois, sofreria uma lesão durante um treino realizado nos Estados Unidos para uma seleção do Cirque du Soleil. A gravidade piorou para uma embolia pulmonar, causando uma parada cardiorrespirátoria, deixando Paula em coma por três dias, além de 15 dias na Unidade de Terapia Intensiva (UTI).
Nos anos de 2006 e 2007, foi hexacampeã mundial de artes marciais – sendo o primeiro Mundial Naska. Sua ausência no esporte ocorreu em 2008 devido a gravidez, além de problemas pessoais como aumento de peso e transtornos depressivos. Posteriormente, representou a seleção brasileira de 1996 a 2013.

## Principais títulos
- 6 x Campeã Panamericana de Wushu;
- 5 x Campeã Internacional de Wushu;
- 6 x Campeã do Mundialito de Kung-Fu;
- 2x Campeã do 2nd New England Martial Arts Championship;
- 6 x Campeã Mundial de Artes Marciais.
- 8 x Campeã Sulamericana de Wushu;
- 20 x Campeã Brasileira de Wushu;
- 6 x Campeã do Mundialito de Wushu;
- Heptacampeã do mundialito de Wushu;
- 3º Colocada no Campeonato Mundial de Wushu - 2001
- 5 x da Copa Brasil de Wushu;
- 5 x Campeonato Centro Oeste de Wushu;
- 6 x Campeã Mundial de Artes Marciais nos Jogos Mundiais do Arnold Schwarzenegger;